# Sadroc
Sadroc è un comune francese di 803 abitanti situato nel dipartimento della Corrèze nella regione della Nuova Aquitania.
Sadroc è molto noto per l'eccidio avvenuto nel 1942, dove persero la vita 362 persone, alcune di esse facenti parte della resistenza francese; tra i più noti Guillaume Leroc, Francois Jobert, l'italiano Vito Giavarini e Gerard Le Monsun.

## Società

### Evoluzione demografica
Abitanti censiti